# UN-Sachverständige für Albinismus
Bei der Schaffung der Stelle einer Sachverständigen für Albinismus (engl.: Independent Expert on the enjoyment of human rights by persons with albinism) bekräftigte der UN-Menschenrechtsrat, dass jeder das Recht auf Leben, Freiheit und Sicherheit hat. Er erinnerte an die Universalität, Unteilbarkeit aller Menschenrechte und Grundfreiheiten, sowie die Notwendigkeit, dass Personen mit Albinismus den vollen Genuss ihrer Rechte und Freiheiten ohne Diskriminierung gewährleisten müssen.

## Das UN-Mandat
Der UN-Menschenrechtsrat schuf diese Stelle am 10. April 2015 mittels einer Resolution, in welcher auch der Auftrag definiert wurde. Dieses UN-Mandat ist auf drei Jahre befristet und wird regelmäßig verlängert.
Die Sachverständige ist keine Mitarbeiterin der Vereinten Nationen, sondern wird von den UN mit einem Mandat beauftragt und dazu erließ der UN-Menschenrechtsrat einen Verhaltenskodex. Der unabhängige Status der Mandatsträgerin ist für die unparteiische Wahrnehmung ihrer Aufgaben entscheidend. Die Amtszeit eines Mandats ist auf maximal zweimal drei Jahre begrenzt.
Sie erstellt thematische Studien und erarbeitet Leitlinien zur Verbesserung der Menschenrechte. Die Sonderbeauftragte macht auf Einladung von Staaten Länderbesuche und kann in beratender Funktion Empfehlungen abgeben. Sie prüft Mitteilungen und unterbreitet den Staaten Vorschläge, wie sie allfällige Missstände beheben können. Sie macht auch Anschlussverfahren, in welchen sie die Umsetzung der Empfehlungen prüft. Dazu erstellt sie Jahresberichte zu Händen des UN-Menschenrechtsrates.

## Amtsinhaber
- Ikponwosa Ero,  Nigeria, von 2015 bis 2021
- Muluka Miti-Drummond,  Sambia, seit 2021

## Websites
- Internetseite der Sachverständigen für Albinismus (französisch)
- Internetseite der Sachverständigen für Albinismus (englisch)
- Video von UN Human Rights: Commemorating 10 years of International Albinism Awareness Day, eingestellt am 13. Juni 2024